# Bomarea cornigera
Bomarea cornigera är en alströmeriaväxtart som beskrevs av Herb.. Bomarea cornigera ingår i släktet Bomarea och familjen alströmeriaväxter.
Artens utbredningsområde är Peru. Inga underarter finns listade i Catalogue of Life.